# Kaiyne Woolery
Kaiyne River Woolery (Hackney, 11 gennaio 1995) è un calciatore inglese, attaccante dell'Anorthōsis.

## Carriera
Cresciuto nel settore giovanile del Redhill, ha iniziato la propria carriera nelle serie dilettantistiche del calcio inglese. Nel 2014 viene acquistato dal Bolton, che il 29 gennaio 2015 lo cede per un breve periodo in prestito al Notts County in League One, con cui esordisce fra i professionisti. Rientrato alla base nel mese di marzo, ha esordito in Championship il 27 aprile seguente, in occasione dell'incontro perso per 3-0 contro il Bournemouth. Il 31 agosto 2016 viene acquistato a titolo definitivo dal Wigan, militante in Championship. Il 21 gennaio 2017 viene ceduto in prestito fino al termine della stagione al Forest Green, in National League, con cui ottiene la promozione in League Two. Il 7 agosto 2017 passa a titolo definitivo allo Swindon Town, firmando un contratto triennale. Il 14 settembre 2020 si trasferisce al Tranmere. Il 22 giugno 2021 viene acquistato dagli scozzesi del Motherwell. Il 14 luglio 2022 si accasa al Sakaryaspor, formazione neopromossa nella seconda divisione turca, firmando un contratto biennale.

## Statistiche

### Presenze e reti nei club
Statistiche aggiornate al 25 dicembre 2022.
| Stagione            | Squadra             | Campionato          | Campionato | Campionato | Coppe nazionali | Coppe nazionali | Coppe nazionali | Coppe continentali | Coppe continentali | Coppe continentali | Altre coppe | Altre coppe | Altre coppe | Totale | Totale |
| Stagione            | Squadra             | Comp                | Pres       | Reti       | Comp            | Pres            | Reti            | Comp               | Pres               | Reti               | Comp        | Pres        | Reti        | Pres   | Reti   |
| ------------------- | ------------------- | ------------------- | ---------- | ---------- | --------------- | --------------- | --------------- | ------------------ | ------------------ | ------------------ | ----------- | ----------- | ----------- | ------ | ------ |
| lug.-ott. 2013      | Tamworth            | CP                  | 10         | 0          | FACup           | -               | -               |                    | -                  | -                  | FAT         | -           | -           | 10     | 0      |
| dic. 2013-2014      | Tamworth            | CP                  | 8          | 0          | FACup           | 1               | 0               |                    | -                  | -                  | FAT         | 1           | 0           | 10     | 0      |
| Totale Tamworth     | Totale Tamworth     | Totale Tamworth     | 18         | 0          |                 | 1               | 0               |                    | -                  | -                  |             | 1           | 0           | 20     | 0      |
| gen.-mar. 2015      | Notts County        | FL1                 | 5          | 0          | FACup+CdL       | -               | -               |                    | -                  | -                  | FLT         | -           | -           | 5      | 0      |
| mar.-mag. 2015      | Bolton              | FLC                 | 1          | 0          | FACup+CdL       | -               | -               |                    | -                  | -                  |             | -           | -           | 1      | 0      |
| 2015-2016           | Bolton              | FLC                 | 17         | 2          | FACup+CdL       | 3+0             | 0               |                    | -                  | -                  |             | -           | -           | 20     | 2      |
| ago. 2016           | Bolton              | FL1                 | 1          | 0          | FACup+CdL       | - + 1           | - + 1           |                    | -                  | -                  | FLT         | 1           | 0           | 3      | 1      |
| Totale Bolton       | Totale Bolton       | Totale Bolton       | 19         | 2          |                 | 4               | 1               |                    | -                  | -                  |             | 1           | 0           | 24     | 3      |
| ago. 2016-gen. 2017 | Wigan               | FLC                 | 1          | 0          | FACup+CdL       | -               | -               |                    | -                  | -                  |             | -           | -           | 1      | 0      |
| gen.-mag. 2017      | Forest Green        | NL                  | 16+3       | 2+2        | FACup           | -               | -               |                    | -                  | -                  | FAT         | 1           | 0           | 20     | 4      |
| 2017-2018           | Swindon Town        | FL2                 | 37         | 4          | FACup+CdL       | 1+0             | 0               |                    | -                  | -                  | FLT         | 4           | 1           | 42     | 5      |
| 2018-2019           | Swindon Town        | FL2                 | 29         | 6          | FACup+CdL       | 0               | 0               |                    | -                  | -                  | FLT         | 1           | 1           | 30     | 7      |
| 2019-2020           | Swindon Town        | FL2                 | 34         | 2          | FACup+CdL       | 2+1             | 0               |                    | -                  | -                  | FLT         | 2           | 0           | 39     | 2      |
| Totale Swindon Town | Totale Swindon Town | Totale Swindon Town | 100        | 12         |                 | 4               | 0               |                    | -                  | -                  |             | 7           | 2           | 111    | 14     |
| 2020-2021           | Tranmere            | FL2                 | 40+2       | 8+0        | FACup+CdL       | 3+0             | 1+0             |                    | -                  | -                  | FLT         | 7           | 2           | 52     | 11     |
| 2021-2022           | Motherwell          | SP                  | 29+2       | 0          | CS+CdL          | 2+5             | 0+1             |                    | -                  | -                  |             | -           | -           | 38     | 3      |
| 2022-2023           | Sakaryaspor         | 1L                  | 15         | 1          | CT              | 1               | 0               |                    | -                  | -                  |             | -           | -           | 16     | 1      |
| Totale carriera     | Totale carriera     | Totale carriera     | 250        | 27         |                 | 20              | 3               |                    | -                  | -                  |             | 17          | 4           | 287    | 34     |

## Palmarès

### Club

#### Competizioni nazionali
- Football League Two: 1

Swindon Town: 2019-2020